# Скиборізка

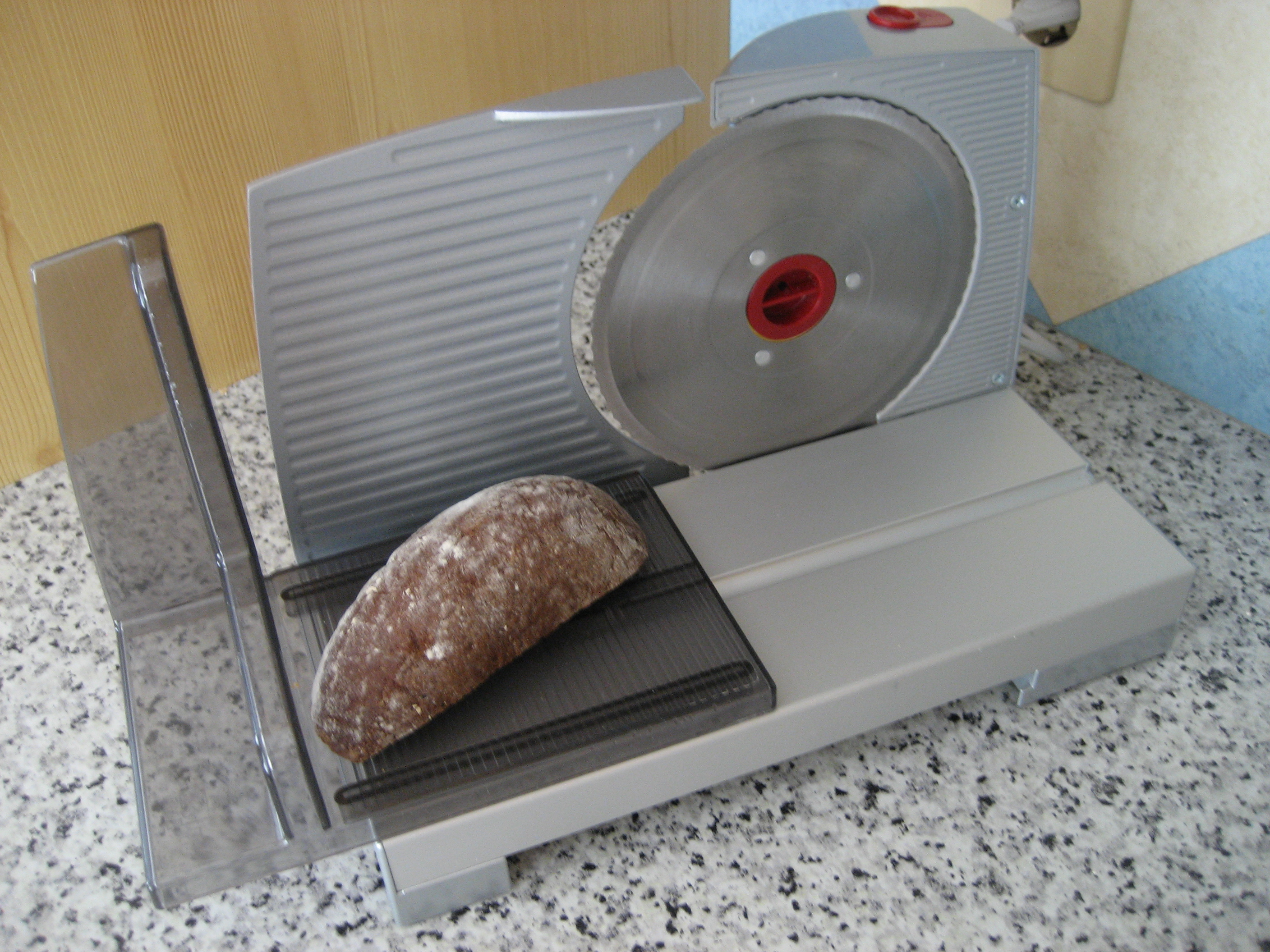
Хліб на домашній настільній скиборізці

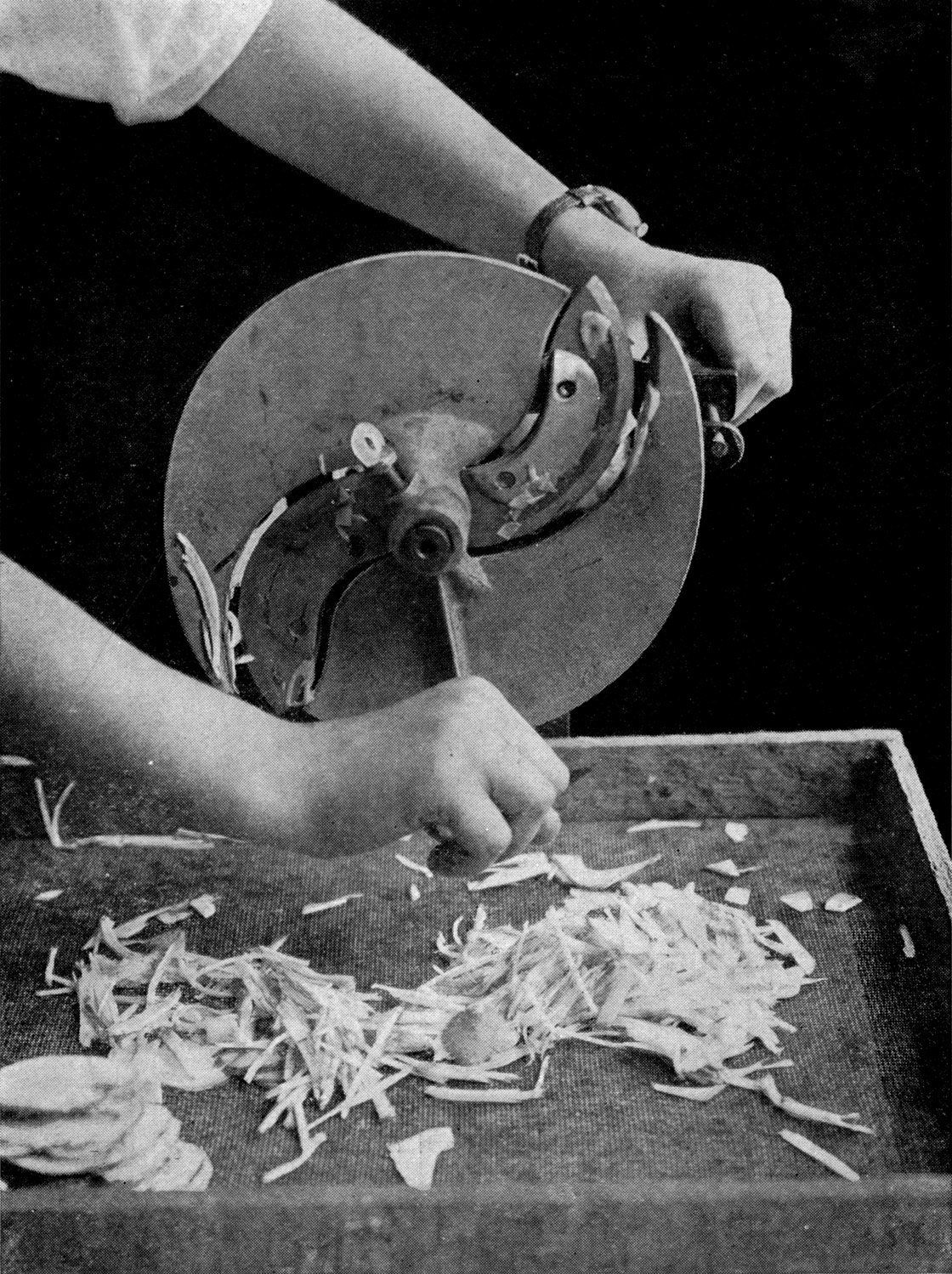
Картопля на скиборізці

Скиборізка — спеціальне пристосування для нарізки скибочками різних продуктів харчування, зазвичай сиру, ковбаси, хліба. Деякі види скиборізок призначені для нарізки овочів: картоплі, моркви, капусти.
У домашньому господарстві застосовується настільна механічна скиборізка, яка фіксується до столу затискачем, як м'ясорубка. Дисковий ніж з нержавіючої сталі приводиться в рух за допомогою руків'я. Товщина скибочок до 2,5 см регулюється за допомогою пересувного важеля упору. Руку від поранення ножем оберігають полозки з переміщаним притиском, в які поміщається нарізаний продукт. Лівою рукою полозки подаються на обертовий ніж, а правою рукою проводиться обертання рукоятки. Готова скибочка виштовхується наступною. Завдяки скиборізці скибочки виходять акуратно рівними при значно меншій кількості крихт. Після закінчення роботи з скиборізкою її рекомендується ретельно очистити від налиплих шматочків. Промислові скиборізки є електричними і встановлюються, наприклад, в супермаркетах.
Скиборізку з дисковим ножем винайшов Віллі Абель, також відомий як винахідник яйцерізки.